# 4-Hidroksi-2-oksoglutaratna aldolaza
4-Hidroksi-2-oksoglutaratna aldolaza (EC 4.1.3.16, 2-okso-4-hidroksiglutaratna aldolaza, hidroksiketoglutarinska aldolaza, 4-hidroksi-2-ketoglutarinska aldolaza, 2-keto-4-hidroksiglutarinska aldolaza, 4-hidroksi-2-ketoglutaratna aldolaza, 2-keto-4-hidroksiglutaratna aldolaza, 2-okso-4-hidroksiglutarinska aldolaza, DL-4-hidroksi-2-ketoglutaratna aldolaza, hidroksiketoglutaratna aldolaza, 2-keto-4-hidroksibutiratna aldolaza, 4-hidroksi-2-oksoglutaratna glioksilat-lijaza, KHGA) je enzim sa sistematskim imenom 4-hidroksi-2-oksoglutarat glioksilat-lijaza (formira piruvat). Ovaj enzim katalizuje sledeću hemijsku reakciju
4-hidroksi-2-oksoglutarat {\displaystyle \rightleftharpoons } piruvat + glioksilat
Ovaj enzim deluje na oba enantiomera.

## Literatura
- Nicholas C. Price; Lewis Stevens (1999). Fundamentals of Enzymology: The Cell and Molecular Biology of Catalytic Proteins (Third изд.). USA: Oxford University Press. ISBN 019850229X.
- Eric J. Toone (2006). Advances in Enzymology and Related Areas of Molecular Biology, Protein Evolution (Volume 75 изд.). Wiley-Interscience. ISBN 0471205036.
- Branden C; Tooze J. Introduction to Protein Structure. New York, NY: Garland Publishing. ISBN 0-8153-2305-0.
- Irwin H. Segel. Enzyme Kinetics: Behavior and Analysis of Rapid Equilibrium and Steady-State Enzyme Systems (Book 44 изд.). Wiley Classics Library. ISBN 0471303097.
- William P. Jencks (1987). Catalysis in Chemistry and Enzymology. Dover Publications. ISBN 0486654605.

## Spoljašnje veze
- 4-hydroxy-2-oxoglutarate+aldolase на 